# Подстепненский сельский совет (Цюрупинский район)
Подстепненский сельский совет (укр. Підстепненська сільська рада) — входит в состав
Алёшковского района
Херсонской области
Украины.
Административный центр сельского совета находится в 
с. Подстепное
.

## Населённые пункты совета
- с. Подстепное
- с. Песчановка